# Jelena Ivasjtsjenko
Jelena Viktorovna Ivasjtsjenko (Russisch: Елена Викторовна Иващенко)  (Omsk , 28 december 1984 – Tjoemen,  15 juni 2013) was een Russisch judoka. 
Bij de Europese kampioenschappen judo in 2007 won zij brons, gevolgd door de gouden medaille in 2009, 2011 en 2012.
Ze won zilver bij de  Wereldkampioenschappen judo in 2008 en brons in respectievelijk 2007 en 2011. In 2012 was ze deelneemster aan de Olympische Zomerspelen en kwam in de London ExCeL International Exhibition Centre uit in de gewichtsklasse judo +78 kg. Ze verloor uiteindelijk van Iryna Kindzerska.
Op 15 juni 2013 maakte Ivasjtsjenko een eind aan haar leven door in Siberië van de vijftiende verdieping van een appartement te springen. Ivasjtsjenko is 28 jaar oud geworden.